# Próbkowanie Monte Carlo łańcuchami Markowa

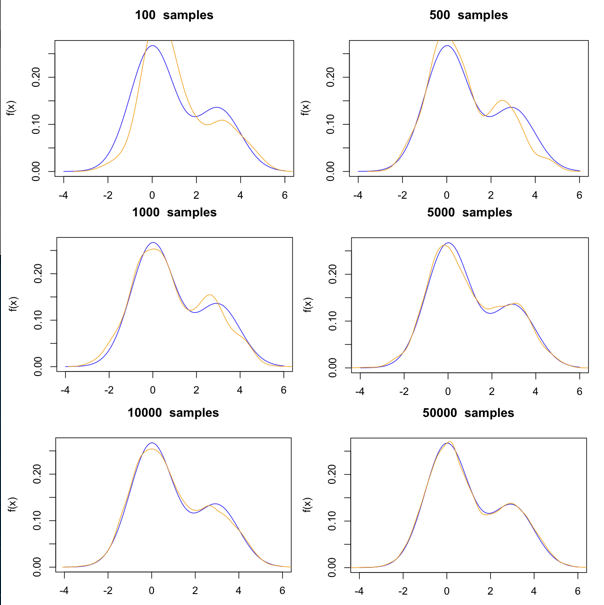
Zbieżność algorytmu Metropolisa-Hastingsa. MCMC przybliża niebieski rozkład pomarańczowym rozkładem coraz dokładniej, gdy rośnie liczba kroków

Próbkowanie Monte Carlo łańcuchami Markowa (ang. Markov Chain Monte Carlo, MCMC) – klasa algorytmów próbkowania z rozkładu prawdopodobieństwa. Poprzez budowę łańcucha Markowa o rozkładzie równowagowym pasującym do pożądanego rozkładu można wydajnie próbkować złożone rozkłady prawdopodobieństwa. Im większa liczba kroków w takim algorytmie, tym dokładniej rozkład próbki odpowiada pożądanemu rozkładowi.

## Dziedziny stosowania
Algorytmy MCMC są używane głównie do obliczania przybliżeń numerycznych dla całek wielowymiarowych, na przykład w statystyce bayesowskiej, fizyce komputerowej, biologii obliczeniowej i lingwistyce komputerowej.
W statystyce bayesowskiej rozwój algorytmów MCMC umożliwił wyliczanie dużych modeli hierarchicznych, wymagających całkowania po setkach lub tysiącach parametrów.

### Przykłady
Przykłady błądzenia losowego Monte Carlo obejmuje następujące algorytmy:
- Algorytm Metropolisa-Hastingsa – generuje błądzenie losowe w oparciu o gęstość przyjmowania i odrzucania propozycji kolejnych kroków.
- Próbkowanie Gibbsa – ta metoda dodatkowo wymaga, aby wszystkie warunkowe rozkłady prawdopodobieństwa docelowego rozkładu były znane (z dokładnością do stałej). Gdy próbkowanie warunkowych rozkładów nie jest łatwe, inne metody próbkowania mogą być użyte[5][6][7]. Próbkowanie Gibbsa zawdzięcza swoją popularność głównie brakowi parametrów swobodnych.
- Próbkowanie przekrojów – opiera się na obserwacji, że rozkłady można wiernie próbkować poprzez jednorodne próbkowanie odpowiednich podzbiorów dziedziny. Metoda wykonuje dwa rodzaje kroków naprzemiennie: próbkę w pionie z rozkładu jednorodnego i próbkę w poziomie z podzbioru dziedziny dla której gęstość prawdopodobieństwa jest mniejsza od próbki pionowej.
- Wielokrotne Metropolis – odmiana algorytmu Metropolisa–Hastingsa, która pozwala na wiele prób w każdym punkcie. Poprzez umożliwienie dłuższych kroków w każdej iteracji, częściowo rozwiązuje problem „przekleństwa wymiarowości”[8][9].
- Odwracalny skok – kolejna odmiana algorytmu Metropolisa–Hastingsa, która pozwala na dynamiczną zmianę wymiaru przestrzeni próbkowania[10]. Algorytmy MCMC, które zmieniają wymiar są stosowane w mechanice statystycznej, gdzie dla pewnych przypadków próbkowany rozkład układu wielkiego kanonicznego (na przykład gdy liczba cząsteczek w dziedzinie jest zmienna) zmienia wymiar dziedziny.

## Redukowanie korelacji
Bardziej złożone metody wykorzystują różne sposoby, aby zmniejszyć korelację pomiędzy kolejnymi próbkami. Algorytmy te mogą być trudniejsze w implementacji, ale często wykazują szybszą zbieżność (tj. mniejszą ilość kroków w celu uzyskania tej samej dokładności próbkowania).

### Przykłady
Przykłady MCMC, nienależących do metod błądzenia losowego obejmują następujące algorytmy:
- Hybrydowa metoda Monte-Carlo (HMC) – unika błądzenia losowego poprzez wprowadzenie pędu i równań hamiltonowskich, takich że energia potencjalna jest proporcjonalna do docelowego rozkładu prawdopodobieństwa. Takie podejście skutkuje szybszym poruszaniem się po dziedzinie próbkowania i daje lepszą zbieżność do docelowego rozkładu. Istnieją też warianty próbkowania przekrojów, które nie korzystają z błądzenia losowego[11].
- MCMC Langevina i inne metody oparte na gradiencie (czasem także na drugiej pochodnej) logarytmu rozkładu warunkowego pozwalają na tworzenie propozycji, które mają większą szansę na poruszanie się w kierunku dużej gęstości prawdopodobieństwa[12].